# Marisa Terzi
Marisa Terzi (Berceto, 26 giugno 1939) è una cantautrice italiana.

## Biografia
Figlia di un commerciante e di una casalinga, seconda di tre fratelli, dopo aver conseguito un diploma di stenodattilografa aveva lavorato per un breve periodo come impiegata presso la sede di Parma di una industria automobilistica. A diciassette anni, dopo aver vinto un concorso canoro a Reggio Emilia interpretando Moonlight in Vermont, decise di prendere lezioni di musica e canto presso il maestro Paolo Cavazzini, che le procurò le scritture per alcune serate e la possibilità di incidere il primo disco per la Arpeggio. Le sue prime incisioni furono cover di successi internazionali (Lisboa Antigua, Arrivederci Roma, Perché tu non vuoi, April love), ma anche brani inediti (Due versi di dodici baci, Melodia d'amore) che ebbero discreto successo soprattutto nei juke box.
Nel 1960 fu scritturata dalla CAR Juke Box di Carlo Alberto Rossi e nel 1961 incise un 45 giri contenente due delle canzoni di maggior successo del Festival di Sanremo di quell'anno: Al di là e Come sinfonia. A questo disco fece seguito un singolo con due brani inediti: Che brivido ragazzi e Illusione. Sempre nel 1961 partecipò al Festival della canzone Italiana di Vibo Valentia e alla Sei giorni della canzone di Milano con La pazza nel pozzo, che uscì su singolo abbinata a un pezzo della collega di scuderia Anna Ranalli, Amore mio-mao. Nel 1962 ottenne il secondo posto al festival del jazz di Saint Vincent con Gentleman, canzone scritta da Giancarlo Testoni e Carlo Alberto Rossi.
Nel 1963 partecipò al Burlamacco d'oro, manifestazione canora che si teneva annualmente a Viareggio in occasione del carnevale, con Federico, una delle prime canzoni italiane arrangiate a bossa nova. L'anno successivo Federico fu inclusa nell'album In ricordo di una serata indimenticabile in cui, oltre a brani inediti, Marisa Terzi proponeva alcune cover di brani stranieri con testo italiano scritto da lei insieme a tre canzoni destinate a diventare dei classici della musica leggera italiana: E se domani, Mi sono innamorata di te e Roma nun fa' la stupida stasera.
A partire da allora, all'attività di cantante cominciò ad affiancare l'attività di autrice di testi per Carlo Alberto Rossi: il rapporto fra i due divenne via via più importante e sfociò nel matrimonio alcuni anni più tardi, nel 1977. I due divorzieranno nel 1999.
Molti brani di Marisa Terzi sono stati presentati al Festival di Sanremo in varie edizioni: Se tu non fossi qui nel 1966 per l'interpretazione di Peppino Gagliardi e Pat Boone, successivamente reinterpretata anche da Mina; nel 1967 Quando vedrò (Los Marcellos Ferial e The Happenings); nel 1968 Tu che non sorridi mai (Piergiorgio Farina e Orietta Berti) e Che vale per me (Peppino Gagliardi e Eartha Kitt); nel 1969 Non c'è che lei (Sonia e Armando Savini); nel 1972 Per amore ricomincerei (Delia).
Altri brani scritti da lei sono stati interpretati da Joe Sentieri, Rossano, Salvatore Vinciguerra, Tony Dallara, Nilla Pizzi, Luciano Tajoli, Iva Zanicchi, Bruno Martino, Fred Bongusto, Peppino Gagliardi, Rosanna Fratello, Gilbert Bécaud, Renzo Arbore e da Mina, che nel 1985 ha anche inciso una canzone di cui la Terzi ha composto sia il testo che la musica, You are my love.
Dall'esperienza musicale Marisa Terzi è passata poi alla poesia dando prova, già nelle sue prime raccolte ("Profilo di donna", "Autografo", "Lasciatemi pensare" e "E la sigaretta brucia...") di autentici valori d'arte che la critica ha più volte riconosciuto e che le hanno valso il Premio Lerici - Pea nel 1984, per passare in seguito alla narrativa con "La cugina" e la preziosa chiave di lettura di Giorgio Prosperi (Editrice Nuovi Autori - Milano) nonché i commenti:
"..."La cugina" è colmo di un'ansia di effetto che non tutti riescono a dare.. adatto ad una trascrizione televisiva a puntate. - Pupi Avati, regista"
"...Disperato e fantastico... - Franca Nuti, attrice"
"...Un linguaggio familiare, spesso addirittura rustico ma con il pregio di essere più vero e coinvolgente che se fosse letterario.. - Elio Sparano, giornalista"
Nell'aprile del 2013 l'artista pubblica su YouTube tutti i suoi brani inediti (Testi e musiche) da lei scritti e interpretati.
Nel 2017 riprende la propria carriera incidendo l'album Canzoni perdute, prodotto da Jacopo Leone.